# Astarte acuticostata
Astarte acuticostata ist eine Muschel-Art aus der Familie der Astarten (Astartidae). Die Art kommt im nördlichen Nordatlantik und im Arktischen Ozean vor.

## Merkmale
Die gleichklappigen, nur mäßig geblähten Gehäuse haben eine Länge bis zu 13 mm. Sie sind deutlich ungleichseitig, die Wirbel sitzen vor der Mittellinie, zum Vorderrand hin verschoben. Das Verhältnis Länge zu Höhe ist etwas größer als 1, d. h. sie sind etwas länger als hoch. Der Umriss ist annähernd dreieckig bis gerundet viereckig. Der hintere Dorsalrand ist deutlich länger als der vordere Dorsalrand. Er ist gerade und fällt mit einem flachen Winkel zum Hinterrand ab. Der vordere Dorsalrand ist unmittelbar vor dem Wirbel schwach konkav gewölbt und fällt dann nahezu gerade zum Vorderende ab. Der hintere Dorsalrand geht mit einem flachen Winkel in den Hinterrand über. Der Hinterrand ist weit gebogen und geht mit einem geringfügig engeren Bogen und den weiten Ventralrand über. Der Vorderrand ist enger gebogen und geht dann in den fast geraden bis nur leicht gebogenen Ventralrand über. Die herzförmige, glatte Lunula ist leicht eingesenkt mit etwas erhabenen Rändern. Die Wirbel sind prosigyr. Die Area lanzettförmig mit etwas erhabenen Rändern.
Das Ligament ist breit, aber nicht besonders ausgeprägt, und erreicht etwa ein Drittel der Länge der Area. Die Schlossplatte ist ziemlich robust. Das Schloss besteht in der rechten Klappe aus einem kräftigen, gebogenen Hauptzahn und einem dünnen, kaum hervor tretenden hinteren Seitenzahn. In der linken Klappe sitzen ein großer, stumpfer Hauptzahn. Er ist deutlich zweispitzig und erweckt so den Eindruck, dass zwei Hauptzähne vorhanden sind. Der hintere Seitenzahn ist dünn und unscheinbar. Der vordere Teil der linken Klappe besitzt eine lange, verdickte Leiste, die fast wie ein Seitenzahn aussieht. Es sind zwei nahezu gleich große Schließmuskeln vorhanden. Die Mantellinie ist ganzrandig.
Die Schale ist dünn und spröde. Die Ornamentierung besteht aus feinen, eng stehenden, konzentrischen, scharfen Rippen; gewöhnlich sind bei adulten Exemplaren etwa 35 Rippen vorhanden (22 bis 28 Rippen). Der Rippen werden zum Wirbel hin deutlicher und sind deutlicher zugeschärft. Der Klappeninnenrad ist glatt. Die Schalen sind weiß, allerdings ist das Periostrakum persistierend. Das seidig erscheinende Periostrakum ist gelblichgrau bis graubraun. Unter dem Mikroskop zeigt das Periostrakum eine punktate Struktur.

## Unterschiede
Die Art unterscheidet sich von den anderen Astarte-Arten durch ihre geringe Adultgröße und die zahlreichen, kräftigen, konzentrischen Rippen (für diese geringe Größe). Der Innenrand der Klappen bleibt glatt. Die ähnliche Gerippte Astarte (Astarte sulcata) hat mit 20 bis 30 konzentrischen Rippen eine ähnliche große Zahl an Rippen, bei allerdings 3 cm Adultgröße. Der Umriss ist annähernd dreieckig. Bei Astarte crebricostata sind die Rippen abgeflacht; auch hier liegt die Adultgröße bei 3 cm (bei ähnlicher Rippenzahl).

## Geographische Verbreitung und Lebensraum
Das Verbreitungsgebiet der Art ist der nördliche Nordatlantik und der Arktischen Ozean von der Barentssee bis in die Karasee. Der südlichste Nachweis im Nordatlantik ist bisher bei den Färöer (etwa 62° n. Br.) und im Osterfjord (Westnorwegen, etwa 60° n. Br.) .
Die Tiere leben in siltigen Sandböden am oberen bis mittleren Schelf in etwa 400 bis 900 Meter Wassertiefe.

## Taxonomie
Das Taxon wurde 1887 von Herman Friele bereits in der heute noch gültigen Namenskombination vorgeschlagen. MolluscaBase betrachtet das Taxon als gültige Art.

## Online
- Marine Bivalve Shells of the British Isles: Astarte acuticostata Friele, 1877 (Website des National Museum Wales, Department of Natural Sciences, Cardiff)